# Élections législatives niuéennes de 1975
Des élections législatives se tiennent à Niué le 26 avril 1975. Ce sont les sixièmes de l'histoire du pays, mais les premières après l'entrée en vigueur de son statut de libre association avec la Nouvelle-Zélande, c'est-à-dire son indépendance en matière de politique intérieure. Le gouvernement de Robert Rex y conserve sa majorité parlementaire.

## Histoire et système politique
Niué, petite île polynésienne, devient une colonie de l'Empire britannique en 1900, placée sous l'autorité de la Nouvelle-Zélande à partir de 1901. Une Assemblée de l'Île de Niué élue au suffrage universel est instituée en 1960 ; le pays obtient paisiblement un fort degré d'autonomie en 1972, et le gouvernement que mène Robert Rex obtient de la Nouvelle-Zélande un statut de libre association qui entre en vigueur le 19 octobre 1974, sur le modèle dont bénéficient déjà les Îles Cook. Robert Rex, jusque lors « chef des affaires du gouvernement » au conseil exécutif, devient ainsi Premier ministre de Niué,,,,.
La population du pays en 1975 est de quelque 3 700 personnes. Parmi ceux en âge de voter, environ 1 600 prennent part à l'élection.
Conformément à la Constitution de 1974, Niué est une démocratie parlementaire fondée sur le modèle de Westminster. Elle demeure dans le domaine de souveraineté du royaume de Nouvelle-Zélande, et la reine de Nouvelle-Zélande, Élisabeth II, est symboliquement cheffe de l'État. L'Assemblée de Niué est composée de vingt-et-un membres : vingt élus au suffrage universel direct, dont quatorze élus au scrutin uninominal majoritaire à un tour comme députés respectifs des treize villages du pays (la capitale Alofi ayant deux députés) et six élus au scrutin national via un scrutin plurinominal majoritaire. Le vingt-et-unième membre est le président de l'Assemblée, choisi par les députés ; il préside aux délibérations de l'Assemblée mais n'y a pas de droit de vote. L'Assemblée est élue tous les trois ans.
L'Assemblée nouvellement élue élit le Premier ministre de Niué parmi ses membres, et le Premier ministre nomme, parmi les députés, un Cabinet composé de quatre membres (lui-même compris). Le Cabinet exerce le pouvoir exécutif, de sa propre prérogative mais formellement « au nom de Sa Majesté » la reine de Nouvelle-Zélande. Le Cabinet est collectivement responsable devant le Parlement, qui peut destituer le Premier ministre et son Cabinet à tout moment par un vote de défiance.

## Candidats
Il n'existe pas de partis politiques à Niué ; tous les candidats se présentent sans affiliation partisane. Seize candidats se présentent pour les six sièges à pourvoir au scrutin national ; parmi eux, l'épouse, le frère et le fils de Robert Rex : Patricia Rex, Leslie Rex et Robert Rex Junior. Dans onze des quatorze circonscriptions, il n'y a qu'un seul candidat, le député sortant, qui est donc automatiquement reconduit sans élection.

## Résultats
Les résultats complets ne sont pas connus. Les résultats connus sont les suivants :

### Scrutin national
| Candidat               | Voix | %   | Résultat | Remarques |
| ---------------------- | ---- | --- | -------- | --- |
| Pope Talagi            |      |     | élu      | Professeur principal d'une école de village. Obtient le plus grand nombre de voix, 130 de plus que le candidat arrivé deuxième. |
| Togia Viviani          |      |     | élu      | Obtient le deuxième plus grand nombre de voix. Enseignant puis agriculteur. Père de Young Vivian.                               |
| Mr P. Tanu             |      |     | élu      | arrive 3e |
| Patricia Rex           |      |     | élue     | arrive 4e |
| Mr Tongokilo           |      |     | élu      | arrive 5e. Commissaire de la Cour de Niué.                                                                                      |
| Lapati Paka            |      |     | élue     | arrive 6e. Ancienne infirmière. Fille de Mr Tongokilo.                                                                          |
| Mr P. Hiku             |      |     |          | arrive 7e ; battu de peu. Contremaître des travaux publics.                                                                     |
| Mme T. Ikinpule        |      |     |          | arrive 8e ; battue de peu. |
| Robert Rex Junior      |      |     |          | |
| Leslie Rex             |      |     |          | |
| six autres candidats   |      |     |          | |
|                        |      |     |          | |
| Total des voix         |      | 100 | -        | |
|                        |      |     |          | |
| Suffrages exprimés     |      |     |          | |
| Votes blancs et nuls   |      |     |          | |
| Total des votants      |      | 100 |          | |
| Abstention             |      |     |          | |
| Inscrits/Participation |      |     |          | |

### Par circonscription
Treize des quatorze députés sortants sont réélus ou reconduits, le seul changement se faisant dans le village de Mutalau où un « jeune agriculteur » devance le député sortant. Le nom de la plupart des sortants n'a toutefois pas été enregistré.
| Circonscription | Candidats            | Votes | %   | Résultat                    |  |  |
| --------------- | -------------------- | ----- | --- | --------------------------- |  |  |
|                 |                      |       |     |                             |  |  |
| Alofi-nord      | Frank Lui            | -     | -   | reconduit (sans adversaire) |  |  |
| Alofi-nord      | Votes blancs ou nuls | -     | –   |                             |  |  |
| Alofi-nord      | Total                |       |     |                             |  |  |
| Alofi-nord      |                      |       |     |                             |  |  |
| Alofi-sud       | Robert Rex           | -     | -   | reconduit (sans adversaire) |  |  |
| Alofi-sud       | Votes blancs ou nuls | -     | –   |                             |  |  |
| Alofi-sud       | Total                | -     |     |                             |  |  |
| Alofi-sud       |                      |       |     |                             |  |  |
| Avatele         | résultat inconnu     |       |     |                             |  |  |
| Avatele         | Votes blancs ou nuls |       | –   |                             |  |  |
| Avatele         | Total                |       | 100 |                             |  |  |
| Avatele         |                      |       |     |                             |  |  |
| Hakupu          | Young Vivian         | -     | -   | reconduit (sans adversaire) |  |  |
| Hakupu          | Votes blancs ou nuls | -     | –   |                             |  |  |
| Hakupu          | Total                | -     |     |                             |  |  |
| Hakupu          |                      |       |     |                             |  |  |
| Hikutavake      | résultat inconnu     |       |     |                             |  |  |
| Hikutavake      | Votes blancs ou nuls |       | –   |                             |  |  |
| Hikutavake      | Total                |       | 100 |                             |  |  |
| Hikutavake      |                      |       |     |                             |  |  |
| Lakepa          | résultat inconnu     |       |     |                             |  |  |
| Lakepa          | Votes blancs ou nuls |       | –   |                             |  |  |
| Lakepa          | Total                |       | 100 |                             |  |  |
| Lakepa          |                      |       |     |                             |  |  |
| Liku            | résultat inconnu     |       |     |                             |  |  |
| Liku            | Votes blancs ou nuls |       | –   |                             |  |  |
| Liku            | Total                |       | 100 |                             |  |  |
| Liku            |                      |       |     |                             |  |  |
| Makefu          | résultat inconnu     |       |     |                             |  |  |
| Makefu          | Votes blancs ou nuls |       | –   |                             |  |  |
| Makefu          | Total                |       | 100 |                             |  |  |
| Makefu          |                      |       |     |                             |  |  |
| Mutalau         | Don Vilitama         |       |     | élu                         |  |  |
| Mutalau         | Mr T. Kalauni        |       |     | sortant battu               |  |  |
| Mutalau         | Votes blancs ou nuls |       | –   |                             |  |  |
| Mutalau         | Total                |       | 100 |                             |  |  |
|                 |                      |       |     |                             |  |  |
| Namukulu        | Enetama Lipitoa      | -     | -   | reconduit (sans adversaire) |  |  |
| Namukulu        | Votes blancs ou nuls |       | –   |                             |  |  |
| Namukulu        | Total                |       |     |                             |  |  |
| Namukulu        |                      |       |     |                             |  |  |
| Tamakautoga     | résultat inconnu     |       |     |                             |  |  |
| Tamakautoga     | Votes blancs ou nuls |       | –   |                             |  |  |
| Tamakautoga     | Total                |       | 100 |                             |  |  |
| Tamakautoga     |                      |       |     |                             |  |  |
| Toi             | résultat inconnu     |       |     |                             |  |  |
| Toi             | Votes blancs ou nuls |       |     |                             |  |  |
| Toi             | Total                |       | 100 |                             |  |  |
| Toi             |                      |       |     |                             |  |  |
| Tuapa           | résultat inconnu     |       |     |                             |  |  |
| Tuapa           | Votes blancs ou nuls |       |     |                             |  |  |
| Tuapa           | Total                |       | 100 |                             |  |  |
| Tuapa           |                      |       |     |                             |  |  |
| Vaiea           | résultat inconnu     |       |     |                             |  |  |
| Vaiea           | Votes blancs ou nuls |       |     |                             |  |  |
| Vaiea           | Total                |       | 100 |                             |  |  |

## Formation du gouvernement
L'Assemblée réélit Sam Tagelagi à sa présidence, puis réélit Robert Rex au poste de Premier ministre, et celui-ci reconduit son gouvernement sortant, en procédant à quelques remaniements des portefeuilles ministériels. Son gouvernement ainsi nommé en mai 1975 est le suivant :
| Fonction | Ministre        | Remarques |
| --- | --------------- | --------- |
| Premier ministre, Ministre des Finances, Ministre de l'Immigration, de l'Émigration, des Douanes et du Commerce extérieur, Ministre de l'Information, Ministre de la Police et des Prisons, Ministre des Transports | Robert Rex      |           |
| Ministre du Développement économique, Ministre de l'Éducation, Ministre de l'Agriculture | Young Vivian    |           |
| Ministre de la Santé, Ministre de la Justice, Ministre des Autorités locales, Ministre des Terres, Ministre de la Radio                                                                                             | Enetama Lipitoa | médecin   |
| Ministre des Travaux publics, Ministre du Tourisme, Ministre de la Sylviculture et des Pêcheries, Ministre de l'Énergie                                                                                             | Frank Lui       |           |